# Barbula norvegica
Barbula norvegica là một loài rêu trong họ Pottiaceae. Loài này được (F. Weber) Lindb. mô tả khoa học đầu tiên năm 1863.